# Jacques Krier
Jacques Krier, né le 6 février 1927 à Nancy et mort le 25 août 2008 à Digne-les-Bains,, est un réalisateur, scénariste et écrivain français.

## Biographie
Jacques Krier naît à Nancy dans une famille de petits commerçants. Il passe son enfance en Lorraine, où il fait déjà preuve de ses goûts pour l’écriture et le cinéma. Il fonde avec Jean L'Hôte le Ciné Club de Nancy. À Paris, diplômé de philosophie et de droit, il entre à l’IDHEC (ancienne Fémis) au début des années cinquante, où il côtoie Jean-Christophe Averty, Robert Enrico et Pierre Babel. 
Il a pour enseignant Stellio Lorenzi, réalisateur, un des fondateurs du Syndicat des réalisateurs CGT, avec qui il entretient d'excellents rapports. « Nous étions en parfaite symbiose quant aux conceptions politiques, syndicales et éthiques d’une certaine télévision », dira Krier.
Il suit également les cours de Jean Vivié, qui prévient ses étudiants d'alors : « Aucun de vous ne fera de cinéma, vous ferez tous de la télé. Vous vous adresserez à des milliers de personnes, mais on ne reverra pas vos œuvres. »
Journaliste à L'Écran français dans les années 1950, le chômage qui touche alors le cinéma l’amène à tenter sa chance à la télévision. Il pense pouvoir y faire ce qui ne se fait pas au cinéma : filmer les « vrais gens », les gens du peuple. Sa candidature est retenue, et son statut monte rapidement. On le trouve très vite à la présentation des films du dimanche.
Il côtoie bon nombre de personnalités du milieu, de Yves Allégret à Léon Zitrone, et évolue rapidement vers la réalisation. 
À ses débuts, il est affilié  à la réalisation de sujets pour le journal télévisé et au magazine de l'armée (il s'amuse à dire que pendant deux ans : « on a trouvé le moyen de parler des avions, des autos, sans jamais parler de l'armée »).
Grâce à À la découverte des Français, émission commencée par Jean-Claude Bergeret, il trouve « sa patte », la marque d'un réalisateur s’adonnant principalement à des sujets sociaux, abordant la vie des « vrais gens ». Utilisant ses contacts au Parti communiste (dont il est membre) et ceux de Bergeret (catholique, bourgeois et progressiste), À la découverte des Français parvient à cerner l'essentiel des classes sociales et à faire connaître au public le quotidien des français. Mineurs, paysans, pêcheurs, montagnards, enseignants…, d’abord approchés par des sociologues du CNRS, sont ses interlocuteurs. Dans ses sujets, il dresse des portraits imprégnés de réalité (une anecdote où, pour un entretien avec un berger basque, son équipe a dû transporter tout le matériel ainsi qu'un groupe électrogène dans la montagne à dos d'âne).
Il travaille également pour l'émission Cinq colonnes à la une, où les sujets sont couverts par des couples réalisateur / journaliste (pratique peu courante aujourd'hui). L'émission l’amène à beaucoup voyager, notamment dans les pays pauvres où ses rencontres lui donnent l’inspiration pour écrire et réaliser plusieurs de ses projets, documentaires et fictions. Il se fait remarquer par sa volonté de capter la réalité sociale des milieux où ses expériences le mènent, mais déplore l'attitude de certains qu'il interviewe (« Ce qu'il y avait de plus intéressant en eux, les gens ne voulait pas le dire devant la caméra »).
Pour l'anecdote, dans un de ses sujets pour l'émission Les Femmes aussi, Les matinales, où il suit des femmes de ménage, il tente la prouesse technique (à l'époque) de filmer en 16 mm noir et blanc sans éclairage supplémentaire (avant cela, Krier utilisait une caméra Tolana, très contraignante à manipuler).
Outre ses valeurs politiques, il attire l’attention des producteurs par le faible coût de ses projets, imprégnés de sa quête de la réalité sociale. Ses expériences télévisées influencent énormément ses travaux de fiction, où il fait dire et vivre à ses acteurs des situations vues et entendues auparavant.
Il fait également preuve d'un goût pour l'écriture. Sa littérature est teintée de son intérêt pour la réalité des milieux qu'il décrit et de références sociales, avec notamment Les drôles de voyages d’un camarade errant (qui raconte un héros à la recherche de son idéal perdu — paradis socialiste ? amour fou ? fils modèle ?), L'Idéale, ou Coup de jeunes.

## Réalisateur
- 1956 : Rue du Moulin-de-la-pointe
- 1959 : Le Café du beau site
- 1959-1968 : Cinq colonnes à la une / Le Monde en 40 minutes
- 1959-1960 : Les Quatre Saisons (série)
- 1961 : Un matin à Glisolles
- 1963 : Une histoire d’amour
- 1963 : Un mariage à la campagne
- 1964 : Le Match (mini-série)
- 1966 : L'Auto rouge
- 1966-1972 : Les Femmes aussi
- 1967 : Le ciel bleu coûte cher
- 1970 : Le Petit Boxeur
- 1971 : L'Homme d'Orlu
- 1975 : Pays
- 1975 : Un changement de saison
- 1977 : Le Premier Voyage
- 1978 : Désiré Lafarge (épisode : Le Printemps de Désiré Lafarge)
- 1979 : Le Dernier Train
- 1980 : Ça va ? Ça va !
- 1976-1981 : Messieurs les Jurés
  - 1976 : L'Affaire Cleurie
  - 1977 : L'Affaire Vilquier
  - 1981 : L'Affaire Bernay
- 1982 : La Rescousse
- 1984 : Tu peux toujours faire tes bagages (téléfilm)
- 1986 : L'Ombre des bateaux sur la ville (téléfilm)

## Scénariste
- 1964 : Le Match (mini-série)
- 1975 : Pays
- 1975 : Un Changement de saison
- 1977 : Le Premier voyage
- 1980 : ça va ? ça va !
- 1981 : Messieurs les Jurés "L'Affaire Bernay"
- 1990 : Grand beau de Bernard Choquet

## Publications
- La Jeanne d'Arc est rouillée : les enfants de Lorraine ... et les choses de la vie : document, Paris, Ramsay, coll. « L'Âge de... », 1979, 184 p. (ISBN 2-85956-127-7).
- Coup de jeunes : récit d'enquête, Paris, Messidor, 1991, 164 p. (ISBN 2-209-06486-4).
- Monsieur, ça vous embête de nous parler de votre travail? : Carvin à livres ouverts, Paris, Le Temps des cerises, 1997, 107 p. (ISBN 2-84109-088-4).
- L'idéale : roman, Pantin, France Paris, France, Temps des cerises VO éditions, 2000, 117 p. (ISBN 2-84109-236-4).
- Les drôles de voyages d'un camarade errant  (préf. Marcel Trillat), Pantin, le Temps des cerises, 14 février 2005, 169 p. (ISBN 978-2-84109-541-4).